# Old Rasmus
Old Rasmus är en gran på Sonfjället i Härjedalen som tillsammans med Old Tjikko på Fulufjället anses vara världens äldsta levande individuella trädklon, minst 9 500 år gammal. I likhet med Old Tjikko är trädets exakta position inte publicerad, då man är rädd att det kan skadas av besökare, som bryter kvistar. Undersökningarna av de gamla granarna är en del av en studie kring granarnas invandring till Sverige. Namnet Old Rasmus kommer från upptäckaren Lisa Öbergs hund Rasmus. 

## Ålder
I likhet med Old Tjikko lever inget av det ursprungliga trädet längre, utan nya rötter har spridit sig medan äldre dött. Det går därför inte att säkert säga att Old Tjikko är den äldre av de två eftersom åldersbestämmandet endast går ut på kol-14-datering av de äldsta träresterna man hittar i marken vid trädet. Dessa är alltså inte nödvändigtvis de allra äldsta delarna av trädet, då dessa antingen kan ha ruttnat bort eller helt enkelt inte hittats vid undersökningen.